# Венецианская кухня

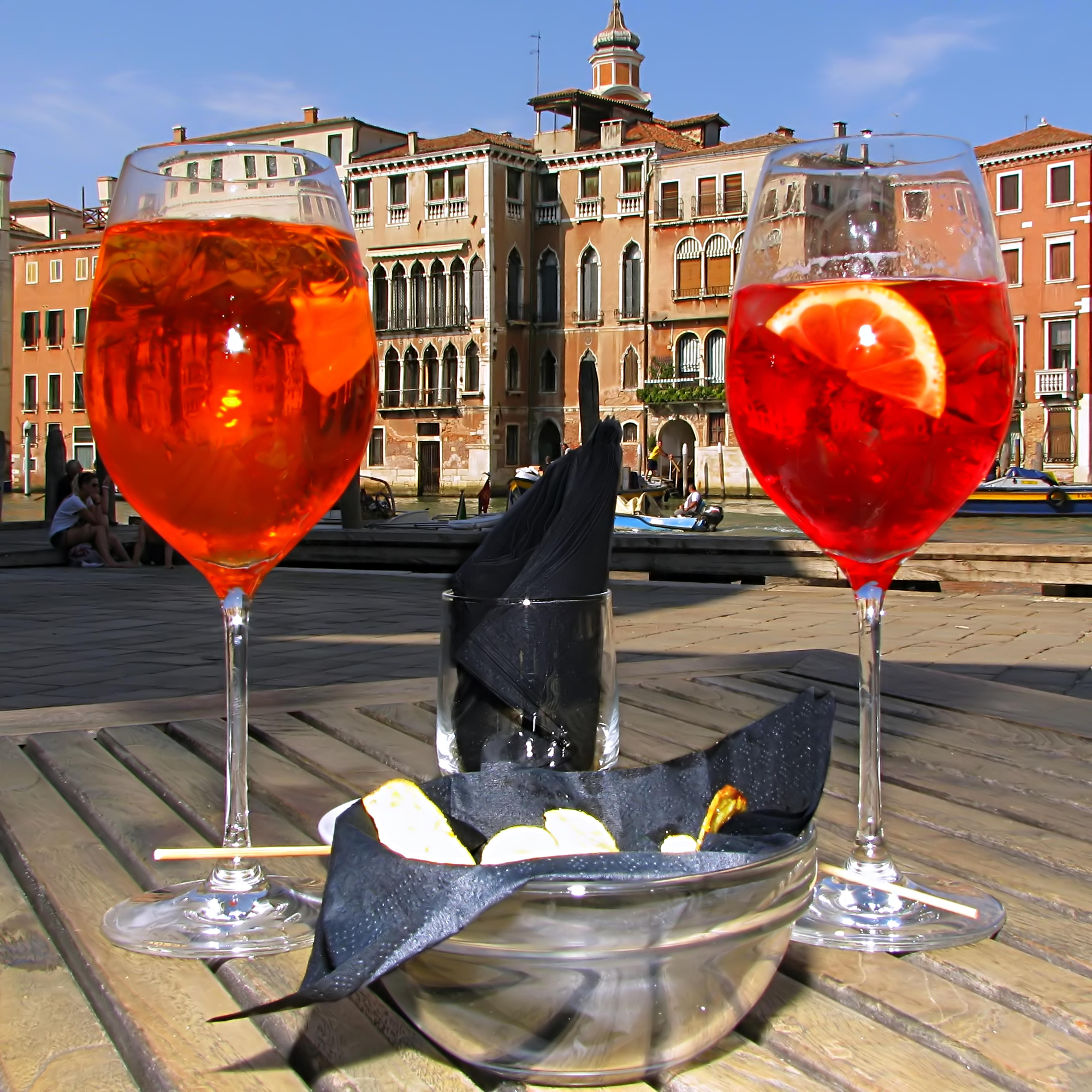
Бокалы со спритцем в венецианском кафе

Венецианская кухня (итал. Cucina veneziana, вен. Cuxina veneta) — традиционная кухня, распространённая в регионе Венето в Италии. Имеет многовековую историю и существенно отличается от кухонь других регионов на севере Италии, а также Австрии, Словении и Хорватии, несмотря на наличие ряда общих черт со всеми этими кухнями. Всемирно известным десертом венецианской кухни является тирамису, впервые приготовленный в городе Тревизо. Также популярны местные вина «Амароне», «Просекко», «Вальполичелла» и коктейль «Спритц».
Венецианская кухня условно разделена на три основные категории по географическому признаку — побережная, равнинная и горная. В каждой из этих категорий существует множество местных кухонь. В каждом городе региона есть свои фирменные блюда. Самым распространенным блюдом в регионе является полента, которую в местных кухнях готовят по-разному. В Венето кукурузу измельчают сильнее, чем принято в кухнях других регионов Италии, и поэтому на вкус венецианская полента напоминает пудинг.
Большая часть блюд побережья состоит из морепродуктов. На равнине популярно жареное мясо — барбекю из свинины, говядины и куриного мяса, вместе с гарниром из помидоров, картофеля или овощей. Другими распространёнными блюдами на равнине являются ризотто, биголи, феттуччине, равиоли и ньокки. В горах популярны блюда из свинины и дичи, сыры из коровьего молока. Здесь заметно влияние тирольской кухни. Типичным местным блюдом является казунцей — паста, напоминающая равиоли. В качестве приправ в венецианской кухне употребляются сливочное, оливковое и подсолнечное масло, уксус, хрен, горчица, мострада и зелёный соус.
Кухня города и провинции Венеция имеет ряд характерных особенностей, присущей кухням побережья. Фирменными блюдами этой кухни являются «Биголи в соусе» — паста биголи с анчоусами и луковым соусом, «Фегато по-венециански» — кусочки тушёной телячьей печени с поджаренным луком, «Молеке» — жаренные маленькие зелёные крабы (готовится только весной), «Паста с бобами» — бобовый суп с длинной и грубой пастой, «Полента со скье» — жаренные маленькие креветки на белой поленте, «Ризи э бизи» — сваренный в бульоне рис с горохом и панчеттой, «Ризотто де го» — рис с бычковыми рыбками, «Сарде ин саор» — жаренные маринованные сардины в луковом маринаде с изюмом, кедровыми орехами, специями и уксусом (готовится чаще зимой), «Сепе аль неро» — каракатица в собственных чернилах. Среди многочисленных десертов наиболее известны байколи, фритоле, пинса, печенье залетти.
Фирменными блюдами кухни города и провинции Верона являются «Бразато аль Амароне» — тушёная говядина в вине «Амароне» с полентой, «Ньокки» — картофельные ньокки (готовятся в пятницу перед Великим постом), «Лессо э пеара́» — тушёное мясное ассорти с овощами и говяжьим костным мозгом, тёртым черствым хлебом и чёрным перцем, «Пастиссада де каваль» — тушёная в вине мякоть конины с лавровыми листьями, мускатным орехом, гвоздикой, солью, перцем, овощами и полентой, «Полента э ренья» — полента с варенной или жаренной маринованной сельдью в оливковом масле с чесноком, петрушкой и каперсами, «Тортеллини из Валеджо» — паста тортеллини с фаршем из говядины и свинины, овощами, топлёным маслом и шалфеем. Десерты — мандорлато, надалин, пандоро и тирамису.
Несмотря на то, что в исторических документах жителей города и провинции Виченца часто называют «манджагатти», то есть «кошкоедами», в настоящее время в местной кухне блюд из кошек нет. Есть кошек в Италии запрещено законом.

Блюда венецианской кухни
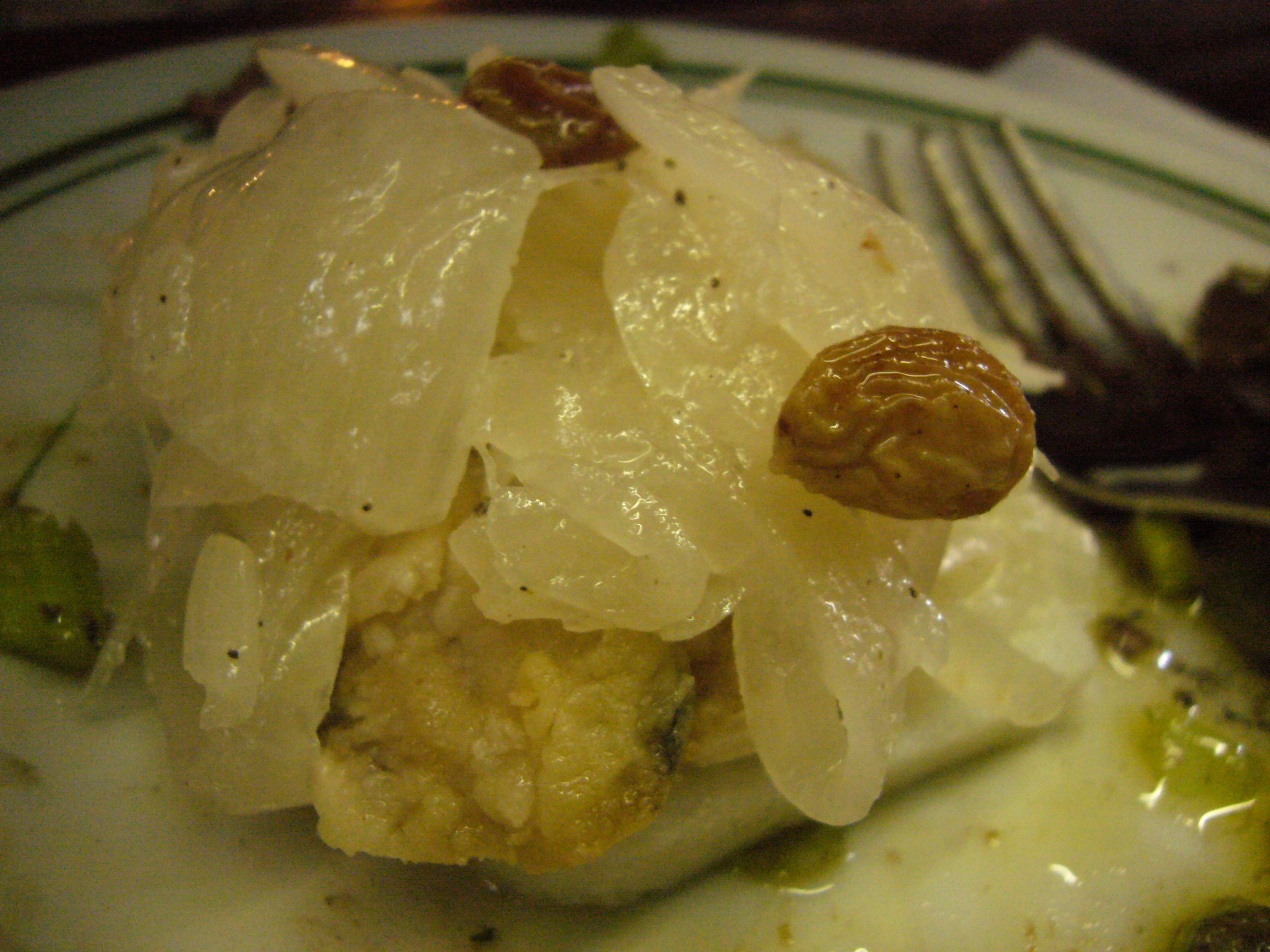
Сарде ин саор
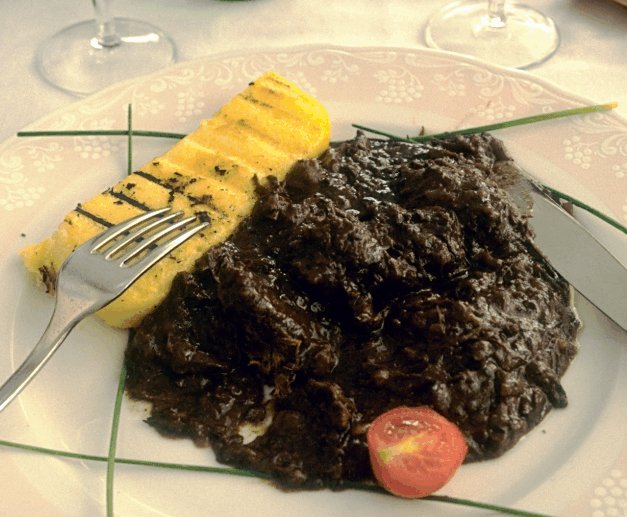
Пастиссада де каваль
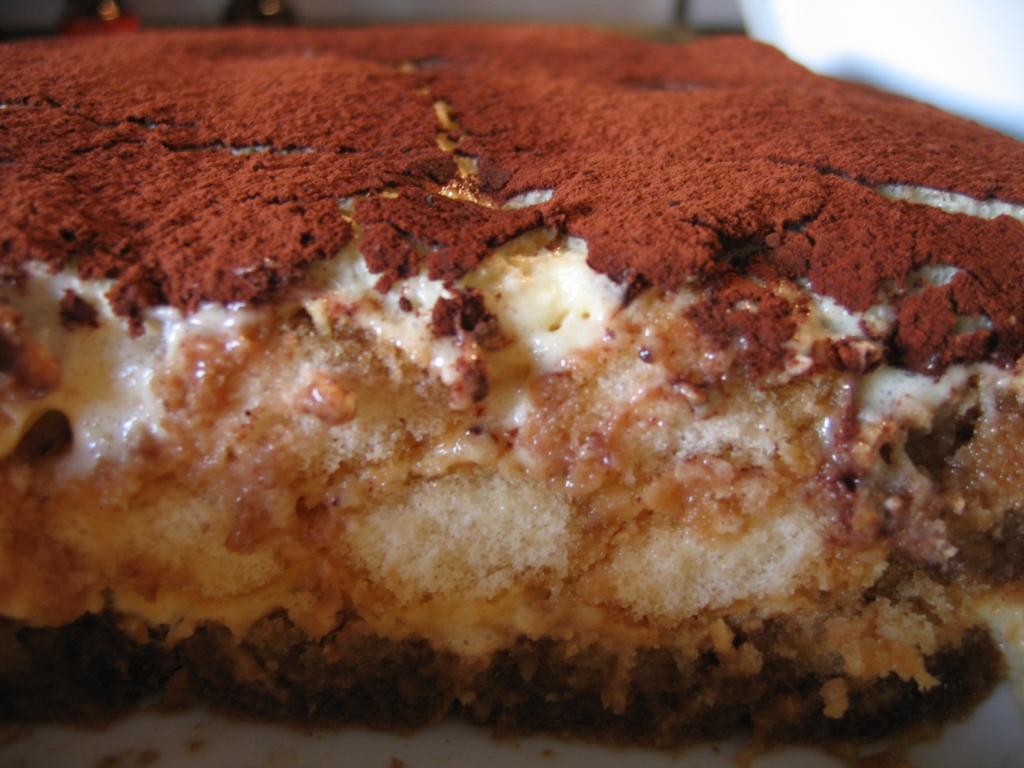
Тирамису